# Кавалирски шпанијел краља Чарлса
Кавалирски шпанијел краља Чарлса је минијатурни шпанијел изражајних очију. Ова раса спада у псе за пратњу, и настала је на енглеском двору. Једна од најчешће сликаних раса паса на свијету.

## Основно
- Животни вијек: од 9 до 15 година
- Величина легла: око 4 штенета
- Мужјак
  - Висина 30 - 33
  - Тежина 5 - 8
- Женка
  - Висина 30 - 33
  - Тежина 5 - 8

## Спољашњост
Овај прелијепи мали шпанијел са великим, тамним изражајним очима (али не и испупченим). Има благо зашиљену њушку и равну лобању са плитким челом, са добро развијеним и широким ноздрвама. Уши су дуге са преобилном паперјастом длаком. Крзно је свиленкасто и благо таласасто и долази у четири типа боја:
- Бленхајм (Blenheim) - црвено и бијело крзно. Црвене тачке на врху главе, између ушију се преферира, али није обавезно.
- Принц Чарлс (Prince Charles) - тробојно крзно
- Кинг Чарлс (King Charles) - црно крзно са паљевином
- Рубин (Ruby) - богата махагонија црвена боја крзна

## Темперамент
Кавалирски шпанијел краља Чарлса је весео, живахан, љубак пас који увијек маше репом. Увијек са жељом да удовоље власнику, показују и завидну храброст. Довољно интелигентни да разумију власника и његове жеље, па се стога лако тренирају. Тренирање (или барем учење основног понашања) паса ове расе мора бити њежно и упорно, и на овакво понашање власника најбоље реагују. Природно је да се добро понашају и да се слажу са другим псима, као и са другим кућним љубимцима. Веома друштвена раса и воле да буду у друштву људи и потребно им је доста дружења како би били срећни. Не смију бити остављени читав дан сами. Како потичу од ловачких паса, шпанијела, воли излете у природу. Ако се деси да нешто гања, често не одговара на позиве, па би требало да се држи на повоцу, како се не би изгубио. Препоручује се највише старијим људима и дјеци, док је резервисан према већини непознатих. Не лају пуно, али ће увијек најавити госте. Добри су у такмичењима послушности.

## Здравље
Склони су обољењима кичмене мождине, насљедним болестима ока, ишчашењима кољена, проблемима са леђима и инфекцијама ушију. Ријетко, али се ипак појављује и дисплазија кукова. Ова раса је прождрљива, па се лако удебља.
Имају наследну предиспозицију ка валвуларној ендокардиози, једној од најчешћих узрока срчане инсуфицијенције старијих паса са више од 50% појаве до четврте године старости и 100% појаве до десете године.

## Историја
Кавалирски шпанијел краља Чарлса је настао, првенствено од шпанијела краља Чарлса, али и осталих малих врста паса као што су пекинезери и пугови, како би се створио пас, који највише личи малом псу, често приказиваном на сликама од 16. до 18. вијека. Првенствено се мислило да је на овим сликама Кинг Чарлс шпанијел, али је уочено да ова раса има дужу њушку. Једна од слика по којима су ове двије расе и добиле име је био портрет Краља Чарлса другог, са једним примјерком. Због своје грађе и популарности, било му је дозвољено да уђе у све јавне институције у Енглеској, укључујући и сам Парламент. Овај закон још увијек важи.

## Карактеристике расе

### Глава

#### Лобања
Скоро равна између ушију.

#### Њушка
Ноздрве су црне и развијене без икаквих ознака. Дужина њушке од врха носа до чела је око 3,8 cm. Њушка је зашиљена. Лице је испуњено испод очију. Усне су добро развијене, али не превише, како не би лелујале. Чељуст је јака, са комплетним маказастим загризом. 

#### Очи
Очи су велике, тамне, округле, добро одмакнуте и никако испупчене. 

#### Уши
Уши су дуге, високо усађене, са много паперјасте длаке.

### Врат
Врат је средње дужине, благо закривљен.

### Тијело
Леђна линија је паралелна са тлом. Слабине су блиско спојене. Прса су са средње развијена са финим обликом ребара.

#### Реп
Дужина репа је у складу са тијелом, и добро постављен. Пас носи реп весело, али никада пуно преко линије леђа. Купирање није обавезно, али ако се реп купира, не смије бити одсјечено више од једне трећине репа.

#### Ноге
И предње и задње ноге су кошчате и праве. Није дозвољен крављи изглед задњих ногу.

#### Шапе
Компактне, јастучасте и прекривене паперјастом длаком.

## Савет одгајивача
Ова се раса лако прилагођава животу у граду, али су му потребне дуге шетње. Није добро остављати га самог, или на хладном и/или влажном. Четкање је обавезно 2-3 пута седмично, без тримовања. Као и већини шпанијела, редовно се морају провјеравати уши, а због кратке њушке и очи.